# Los crímenes de la academia
Los crímenes de la academia (en inglés The Pale Blue Eye) es una película estadounidense de misterio y terror gótico escrita y dirigida por Scott Cooper, adaptada de la novela homónima de 2003 de Louis Bayard. 
El elenco incluye a Christian Bale, Harry Melling, Gillian Anderson, Lucy Boynton, Charlotte Gainsbourg, Toby Jones, Harry Lawtey, Simon McBurney, Timothy Spall y Robert Duvall.

## Trama
En 1830, el veterano detective Augustus Landor debe investigar una serie de asesinatos misteriosos en la Academia Militar de los Estados Unidos en West Point, Nueva York. Lo ayuda Edgar Allan Poe, un joven cadete de la academia.

## Argumento
En octubre de 1830, los militares le piden al detective alcohólico retirado Augustus Landor (Christian Bale) que investigue el ahorcamiento del cadete Leroy Fry en la Academia Militar de los Estados Unidos en West Point, Nueva York. Landor es un viudo que vive solo desde que su hija Mathilde se escapó unos años antes.
Después de que colgaron a Fry, le quitaron el corazón del cuerpo. En la morgue, al examinar el cadáver, Landor encuentra un pequeño fragmento de una nota fuertemente agarrada en la mano de Fry. Además, las marcas en el cuello y los dedos de Fry sugieren que no se ahorcó, sino que fue asesinado.
Con el permiso de los oficiales, Landor solicita la ayuda de Edgar Allan Poe (Harry Melling), otro cadete de la academia que ha expresado interés en el caso. Poe y Landor deducen de la escritura en el fragmento de la nota que estaban convocando a Fry a una reunión secreta. Luego de que una vaca y una oveja son encontradas en la zona, descuartizadas y descorazonadas, se deduce que el asesinato podría estar relacionado con rituales de magia negra.
Otro cadete, Ballinger, desaparece y luego lo encuentran ahorcado, sin el corazón ni los genitales. Un tercer cadete, Stoddard, que era colega de las dos víctimas, desaparece, y Landor presume que este hombre tenía motivos para creer que era el próximo en la fila para ser asesinado.
Landor y Poe comienzan a sospechar de la familia del Dr. Daniel Marquis (Toby Jones), quien fue incluido por primera vez en la investigación para realizar la autopsia de Fry. Se sospecha especialmente de su hijo Artemus (Harry Lawtey) y su hija Lea (Lucy Boynton) (que sufre convulsiones aleatorias).
Mientras visita la casa del Dr. Marquis, Landor encuentra el uniforme de un viejo oficial; un hombre que se hacía pasar por oficial había estado involucrado en la mutilación del cuerpo de Fry. Landor se enfrenta al Dr. Marquis, quien admite que había recurrido a la magia negra para curar a Lea de sus convulsiones, y al principio pareció mejorar.
Poe está encantado con Lea y se ofrece como voluntario para hacer lo que ella quiera. Pero está drogado y se despierta para descubrir que Artemus y Lea están a punto de cortarle el corazón, de acuerdo con el ritual para curar a Lea. Landor logra llegar a tiempo para rescatar a Poe, pero el edificio se incendia y Lea y Artemus mueren.
Pensando que el caso ya está resuelto, los militares agradecen a Landor por su servicio. Sin embargo, Poe, recuperándose de su experiencia cercana a la muerte, se da cuenta de que la escritura en el fragmento de la nota que se encuentra en la mano de Fry coincide con la de Landor. Al juntar toda la información que ha reunido, se hace evidente que Landor fue, de hecho, el asesino de los cadetes. Poe confronta a Landor con su conclusión.
Resulta que dos años antes, la hija de Landor, Mathilde, fue violada por Fry, Ballinger y Stoddard después de asistir a su primer baile. Traumatizada por la experiencia, más tarde se suicidó saltando de un acantilado. Landor no le reveló esto a nadie y fingió que se había escapado.
Angustiado, Landor se dispuso a vengar a su hija. Dejó la nota para Fry, atrayéndolo a un lugar solitario antes de ahorcarlo. Pero sucedió que pasó una patrulla, por lo que Landor se vio obligado a dejar el cuerpo allí. Lea y Artemus más tarde robaron el corazón para su ritual. Después de matar a Ballinger, Landor tuvo que mutilar su cadáver para que pareciera que el cadete había sido asesinado por el mismo "loco" que había profanado el cuerpo de Fry.
Poe le dice a Landor que tiene dos notas con muestras de escritura que pueden vincular a Landor directamente con los asesinatos, pero antes de irse, Poe las quema. Más tarde se ve a Landor de pie en el acantilado donde su hija saltó a su muerte. Él deja que la cinta de su cabello flote en el viento, diciendo "Descansa, mi amor".

## Elenco
| - Christian Bale como el detective Augustus Landor - Harry Melling como Edgar Allan Poe - Gillian Anderson como Julia Marquis - Lucy Boynton como Lea Marquis - Charlotte Gainsbourg como Patsy - Toby Jones como el doctor Daniel Marquis - Harry Lawtey como Artemus Marquis - Simon McBurney como el capitán Hitchcock - Timothy Spall como el superintendente Thayer - Robert Duvall como Jean-Pepe - Hadley Robinson como Mattie - Joey Brooks como cadete Stoddard - Brennan Keel Cook como cadete Huntoon - Gideon Glick como cadete Haratio Cochrane - Fred Hechinger como cadete Randolph Ballinger - Matt Heim como cadete Llewellyn Lee - Steven Maier como cadete Fry - Charlie Tahan como cadete Loughborough |

## Producción
En febrero de 2021, se anunció que Christian Bale protagonizaría la película de suspenso Los crímenes de la academia, escrita y dirigida por Scott Cooper, basada en la novela de Louis Bayard, y producida por Cross Creek Pictures. La película es la tercera colaboración de Bale y Cooper, después de Out of the Furnace y Hostiles. Bale y Cooper también se encargaron de la producción junto con John Lesher y Tyler Thompson.
El 6 de marzo de 2021 se anunció en el Festival Internacional de Cine de Berlín que Netflix precompraba los derechos de la película por alrededor 55 millones de dólares. En junio de 2021, se informó que Harry Melling interpretaría a Edgar Allan Poe.
La filmación comenzó el 29 de noviembre de 2021 en el histórico Compass Inn en Laughlintown, Pensilvania. En diciembre, el rodaje tuvo lugar en el Westminster College de New Wilmington, Pensilvania. Ese mes, se anunciaron miembros adicionales del reparto, incluidos Gillian Anderson, Lucy Boynton, Timothy Spall, Fred Hechinger y Robert Duvall.

## Estreno
Los crímenes de la academia tuvo un estreno teatral limitado el 23 de diciembre de 2022, antes de su lanzamiento en Netflix el 6 de enero de 2023.

## Recepción
En el sitio web del agregador de reseñas Rotten Tomatoes, Los crímenes de la academia tiene una calificación del 65% según 72 reseñas, con una calificación promedio de 6.1/10. Metacritic, otro agregador de reseñas, asignó a la película una puntuación promedio ponderada de 53 sobre 100, basada en 23 críticos, lo que indica "críticas mixtas o promedio". En cuanto a la calificación "Usuarios de Google" al lunes 9 de enero de 2023 presenta "Al 92٪ le gustó esta película". 
Matthew Monagle de The Austin Chronicle escribió: "The Pale Blue Eye se mantiene unido notablemente como una pieza gótica de terror... hasta el punto en que no lo hace más", y que "parece perder los nervios en sus minutos finales, cuando el guion de Cooper vuelve a una historia procesal y reorganiza nuestras relaciones con los dos personajes principales, confiando demasiado en pistas falsas, y feos tropos de violencia sexual, para llevar la narrativa a casa. De hecho, toda la película casi se desmorona".
James Verniere, del Boston Herald, la calificó como un "fracaso de misterio de asesinato sobreactuado y mal escrito".